# Bambusa remotiflora
Bambusa remotiflora är en gräsart som först beskrevs av Carl Ernst Otto Kuntze, och fick sitt nu gällande namn av Liang Chi Chia och Hok Lam Fung. Bambusa remotiflora ingår i släktet Bambusa och familjen gräs. Inga underarter finns listade i Catalogue of Life.